# Association des joueuses professionnelles de hockey
L'Association des joueuses professionnelles de hockey (anglais : Professional Women's Hockey Players Association), abrégé PWHPA, est une organisation non lucrative vouée à la promotion du hockey sur glace professionnel pour les joueuses féminines . Elle a été fondée à la suite de la dissolution de la Ligue canadienne de hockey féminin en mai 2019 et au boycott de l'unique ligue féminine restante en Amérique de Nord (la Ligue nationale féminine de hockey) par plus de 200 joueuses médaillées internationalement ou ayant un contrat annuel .
L'objectif de cette organisation est la création d'une ligue professionnelle féminine unique en Amérique du Nord, offrant un salaire, une couverture santé et une offre médiatique permettant aux athlètes de vivre de leur sport. La progression de cet objectif a été ralentie par la pandémie de Covid-19 . Pendant quatre ans, la PWHPA a organisé un certain nombre de matchs pour mettre en visibilité le hockey féminin professionnelle, aux États-Unis et au Canada, et créée de nombreux partenariats, notamment avec son homologue masculin la NHLPA.

## Historique
Le hockey sur glace féminin est resté un sport amateur pendant de nombreuses années, aucune organisation ne dispensant de salaires ou toute autre forme d'avantage financier pour les joueuses. Avec le développement de la discipline, les compétitions féminines ont été ajoutées par la Fédération internationale de hockey sur glace au sein des tournois internationaux, avec le premier Championnat du monde féminin en 1990 et le premier tournoi féminin aux Jeux olympiques en 1998.
Plusieurs ligues amateurs de haut niveau sont alors apparues au Canada et aux États-Unis, avec notamment la Ligue nationale de hockey féminin (1999-2007), la Ligue féminine de hockey de l'Ouest (WWHL) de 2004 à 2011 et la Ligue canadienne de hockey féminin fondée en 2007. Cette dernière se présente comme une ligue professionnelle féminine bien qu'elle finance uniquement les frais de déplacement, la location des patinoires et les maillots, mais ne fournit aucun salaire,. De 2011 à 2015, la LCHF reste l'unique ligue organisant une compétition féminine adulte en Amérique du Nord.
En 2015, la Ligue nationale de hockey féminin est créée aux États-Unis. Il s'agit de la première ligue féminine à payer ses joueuses bien que le salaire minimum par personne soit uniquement de 10 000 dollars par an, laissant encore une majorité des joueuses avec une autre activité professionnelle. En 2017, la LCHF s'aligne sur la ligue américaine et commence également à payer ses joueuses.
À la suite de la saison 2018-2019 de la LCHF la ligue est dissoute, cette dernière citant notamment l'éparpillement des sponsors entre la LCHF et la LNHF, le manque de visibilité et la faible rentabilité de son expansion en Chine comme cause de son naufrage financier . Le 2 mai 2019, plus de 200 joueuses de la LCHF et de la LNHF signent une déclaration publique de boycott de toutes compétitions nord-américaine pour la saison 2019-2020 à venir afin d'exprimer leur déception face aux organisations professionnelles féminines qui n'offrent ni couverture santé, ni salaire permettant de vivre de cette seule activité .
La LNHF publie une réponse mentionnant son intention d'obtenir de nouveaux sponsors dans l'espoir d'augmenter les salaires des joueuses et de concéder 50% des revenus médiatiques notamment.
Le 20 mai, les joueuses forment l'organisation à but non lucratif intitulée Professional Women's Hockey Players Association (PWHPA) pour appuyer leurs objectifs d'une ligue professionnelle viable qui fournie des salaires et des infrastructures à ses joueuses, une assurance santé et supporte des programmes de formation pour les jeunes joueuses . Avec la majorité des joueuses internationales boycottant la LNHF, plus de la moitié des joueuses signées pour la saison 2019-2020 sont des nouvelles recrues issues de l'université .
En septembre 2019, la PWHPA signe un partenariat avec son homologue masculin pour la LNH : l'Association des joueurs de la Ligue nationale de hockey .

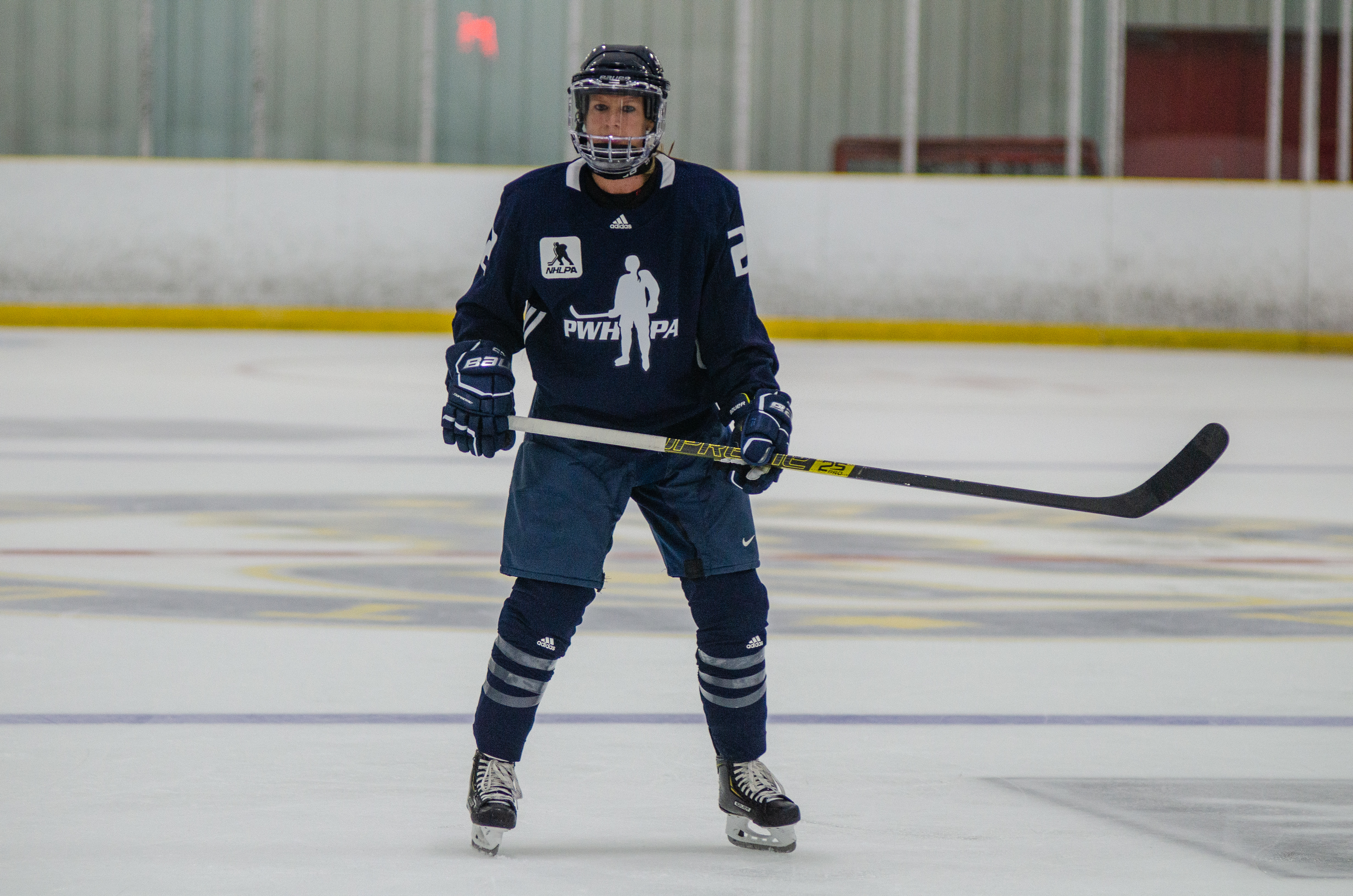
Kacey Bellamy avec le maillot de la PWHPA durant le Dream Gap Tour de 2019.

En décembre 2019, l'ECHL noue un partenariat avec la PWHPA et choisie quatre de ses membres pour participer à son match des étoiles : Dani Cameranesi, Kali Flanagan, Gigi Marvin et Annie Pankowski . Le 65e match des étoiles de la LNH étend également la participation des joueuses féminines par rapport à sa précédente édition, avec l'intégration d'un match féminin élite 3 contre 3 ,. Dix-huit des vingts joueuses sélectionnées sont des membres actives de la PWHPA et sont supportées par l'association, bien qu'il ne s'agisse pas d'un partenariat officiel ,.
La première joueuse à rompre le boycott est Jordan Juron, en rejoignant la LNHF en janvier 2020 avec les Pride de Boston .
En mars 2020, la PWHPA noue un partenariat avec les Coyotes de l'Arizona de la Ligue nationale de hockey pour leur sixième arrêt de leur Dream Gap Tour qui a lieu à Tempe . En 2021, les Rangers de New York deviennent la première équipe à accueillir un match de la PWHPA planifié pour le 28 février 2021 au Madison Square Garden . La PWHPA annonce également un partenariat avec les Maple Leafs de Toronto pour l'accueil d'un match et un appui en conseils marketing et financier .

## Dirigeants de l'organisation
Grâce à l'appui pro bono du cabinet d'avocats Ballard Spahr, neuf joueuses sont à l'origine du premier bureau de l'association : Jocelyne Lamoureux-Davidson, Alyssa Gagliardi, Brianne Jenner, Hilary Knight, Liz Knox, Noora Räty, Kimberly Sass, Kendall Coyne-Schofield et Shannon Szabados. L'objectif est de mélanger des joueuses d'origine nord-américaine et européenne, ayant une expérience en équipe nationale et uniquement en ligue . Le bureau de la PWHPA ne possède plus que 8 membres depuis le 16 mai 2023, dont sept sont des membres fondatrices: Lamoureux-Davidson, Gagliardi, Jenner, Knight, Knox, Sarah Nurse, Sass et Coyne-Schofield,.
Une équipe support de neuf personnes, dirigée par l'ancienne championne Jayna Hefford, permet de servir les objectifs de l'organisation à travers différentes compétences de conseil. On peut retrouver la consultante en publicité Ilana Kloss et la consultante en sponsor Chelsea Purcell. Cinq avocats de Ballard Spahr représente l'équipe juridique .